# Nikolaos Levidīs
Nikolaos Levidīs (in greco Νικόλαος Λεβίδης?; Corfù, 25 agosto 1868 – ...) è stato un tiratore a segno greco.

## Carriera
Partecipò al tiro a segno delle prime Olimpiadi moderne che si svolsero ad Atene. Prese parte alla competizione della carabina libera, senza ottenere risultati di livello.
Gareggiò nel tiro dei Giochi della IV Olimpiade, in sette eventi, senza conquistare alcuna medaglia.